# Ludwig Bock (Maler)
Ludwig Bock (* 17. Oktober 1886 in München; † 14. August 1971 ebenda) war ein deutscher Maler und Grafiker.

## Leben
Bock war der Sohn des als praktischer Arzt in München niedergelassenen Heinrich Bock (1860–1927) und seiner Ehefrau Anna (geborene Reitmayer). Er wurde in der Münchner Brienner Straße geboren. Zu den Patienten des Vaters gehörte auch der Künstler Franz von Defregger, der das Talent des Sohnes erkannte. Defregger riet dem Vater zu einer frühen künstlerischen Förderung des Jungen und förderte diesen auch selbst.
Nach der obligatorischen Elementarschule besuchte Bock ab 1896 das Maximiliansgymnasium München, das er im Juni 1902 aus der 5. Klasse wieder verließ. Seine erste professionelle künstlerische Ausbildung begann er an der privaten Akademie bei Heinrich Knirr, später in der Künstlerkolonie Haimhausen bei Bernhard Buttersack. 1906 wurde er an der Kunstakademie München aufgenommen. Als Meisterschüler bei dem Tiermaler Heinrich von Zügel nahm er auch an dessen Studienaufenthalten in Wörth am Rhein teil. 1908 beteiligte er sich erstmals an der Ausstellung der Münchner Secession. Im selben Jahr erhielt er die bronzene, 1909 die silberne Medaille der Kunstakademie München. 1910 zeigte er seine Arbeiten in der Galerie Thannhauser in München.
Im Jahr 1913 unternahm er eine Studienreise nach Paris, um die französische Moderne und Maler wie Henri Matisse und Paul Cézanne zu studieren, die sein Schaffen beeinflussten. 1917 wurde er Mitglied der Münchner Secession. Seit 1918 folgten regelmäßige Ausstellungsbeteiligungen im Glaspalast München sowie in zahlreichen anderen deutschen Städten. 1920 wurde erstmals ein Gemälde Bocks – Nach dem Regen – von den Bayerischen Staatsgemäldesammlungen angekauft. Zahlreiche weitere Ankäufe folgten. 1927 verlieh ihm die Akademie den Professorentitel; 1929 wurde er mit dem Rom-Preis für die Villa Massimo und dem damit verbundenen Stipendium geehrt. Bock war 1937, 1940 und 1941 auf der Großen Deutschen Kunstausstellung in München mit fünf Arbeiten vertreten, von denen 1940 Hitler das Ölgemälde „Erdbeeren“ und 1941 die Städtische Galerie München „Pflaumenkörbchen“ erwarb.
Nach Kriegsende beteiligte sich Bock an der Wiederbegründung der in den Kriegsjahren aufgelösten Münchner Sezession und nahm selbst regelmäßig an Ausstellungen teil. 1952 erhielt er den Förderpreis für Bildende Kunst der Landeshauptstadt München. 1971 verstarb Ludwig Bock in München im Alter von 84 Jahren. Bock war zweimal verheiratet, in erster Ehe mit der Malerin Hansl Bock, nach der Scheidung (um 1930) in zweiter Ehe mit Irene Bock.

## Werk
Bock spezialisierte sich, beeinflusst von seinen Lehrern, zunächst auf Landschafts- und Naturthemen. Nach seinen Europareisen setzte er sich später auch mit Aktmalerei und Stillleben auseinander. In den Folgejahren löste er sich deutlich vom lockeren, impressionistisch beeinflussten naturalistischen Stil und wechselte zu einer stark expressiven und kontrastiven Farbigkeit, mit der er den Vorgaben des Expressionismus folgte.
Ab 1927 wechselte Bock wieder seinen Stil und wurde ruhiger in seinem künstlerischen Ausdruck. Von nun an schuf er fast ausschließlich Stillleben, die sich in seinem Spätwerk an den Stil des Malers Carl Schuch anlehnten. Bocks Werke wurden von den Bayerischen Staatsgemäldesammlungen und auch von der Städtischen Galerie im Lenbachhaus in München angekauft; sie wurden und werden aber auch im Kunsthandel und auf Auktionen zum käuflichen Erwerb angeboten. Er war Mitglied im Reichsverband bildender Künstler (RvbK) und auch als Zeichner und Illustrator tätig, unter anderem für eine 1920 in München verlegte Ausgabe des Tyll Ulenspiegel von Charles de Coster.